# Medaillenspiegel der Olympischen Sommerspiele 2012
Diese Tabelle zeigt den Medaillenspiegel der Olympischen Sommerspiele 2012 in London. Die Platzierungen sind nach der Anzahl der gewonnenen Goldmedaillen sortiert, gefolgt von der Anzahl der Silber- und Bronzemedaillen (lexikographische Ordnung). Weisen zwei oder mehr Länder eine identische Medaillenbilanz auf, werden sie alphabetisch geordnet auf dem gleichen Rang geführt. Dies entspricht dem System, das vom Internationalen Olympischen Komitee (IOC) verwendet wird.
86 der 204 teilnehmenden Nationen gewannen in den 302 ausgetragenen Wettbewerbe mindestens eine Medaille. Von diesen gewannen 55 mindestens eine Goldmedaille. Jeweils ihre erste olympische Medaille gewannen Bahrain, Botswana, Gabun, Grenada, Guatemala, Montenegro und Zypern, wobei Bahrain, Serbien und Grenada gleichzeitig ihren ersten Olympiasieger stellten.

## Medaillenspiegel
| Platz | Mannschaft                    | Gold | Silber | Bronze | Gesamt |
| ----- | ----------------------------- | ---- | ------ | ------ | ------ |
| 01    | Vereinigte Staaten (USA)      | 48   | 26     | 30     | 104    |
| 02    | China (CHN)                   | 39   | 31     | 22     | 92     |
| 03    | Großbritannien (GBR)          | 29   | 18     | 18     | 65     |
| 04    | Russland (RUS)                | 18   | 21     | 26     | 65     |
| 05    | Südkorea (KOR)                | 13   | 9      | 9      | 31     |
| 06    | Deutschland (GER)             | 11   | 20     | 13     | 44     |
| 07    | Frankreich (FRA)              | 11   | 11     | 13     | 35     |
| 08    | Australien (AUS)              | 8    | 15     | 12     | 35     |
| 09    | Italien (ITA)                 | 8    | 9      | 11     | 28     |
| 10    | Ungarn (HUN)                  | 8    | 4      | 6      | 18     |
| 11    | Japan (JPN)                   | 7    | 14     | 17     | 38     |
| 12    | Iran (IRI)                    | 7    | 5      | 1      | 13     |
| 13    | Niederlande (NED)             | 6    | 6      | 8      | 20     |
| 14    | Neuseeland (NZL)              | 6    | 2      | 5      | 13     |
| 15    | Ukraine (UKR)                 | 5    | 4      | 10     | 19     |
| 16    | Kuba (CUB)                    | 5    | 3      | 7      | 15     |
| 17    | Spanien (ESP)                 | 4    | 10     | 6      | 20     |
| 18    | Jamaika (JAM)                 | 4    | 5      | 4      | 13     |
| 19    | Tschechien (CZE)              | 4    | 4      | 3      | 11     |
| 20    | Südafrika (RSA)               | 4    | 1      | 1      | 6      |
| 21    | Nordkorea (PRK)               | 4    | —      | 3      | 7      |
| 22    | Brasilien (BRA)               | 3    | 5      | 9      | 17     |
| 23    | Polen (POL)                   | 3    | 2      | 6      | 11     |
| 24    | Äthiopien (ETH)               | 3    | 2      | 3      | 8      |
| 25    | Kasachstan (KAZ)              | 3    | 1      | 7      | 11     |
| 26    | Kroatien (CRO)                | 3    | 1      | 2      | 6      |
| 27    | Kanada (CAN)                  | 2    | 6      | 10     | 18     |
| 28    | Belarus (BLR)                 | 2    | 5      | 3      | 10     |
| 29    | Kenia (KEN)                   | 2    | 4      | 7      | 13     |
| 30    | Dänemark (DEN)                | 2    | 4      | 3      | 9      |
| 31    | Rumänien (ROU)                | 2    | 4      | 1      | 7      |
| 32    | Aserbaidschan (AZE)           | 2    | 2      | 5      | 9      |
| 33    | Schweiz (SUI)                 | 2    | 2      | —      | 4      |
| 34    | Norwegen (NOR)                | 2    | 1      | 1      | 4      |
| 35    | Litauen (LTU)                 | 2    | —      | 3      | 5      |
| 36    | Tunesien (TUN)                | 2    | —      | 1      | 3      |
| 37    | Schweden (SWE)                | 1    | 4      | 3      | 8      |
| 38    | Kolumbien (COL)               | 1    | 3      | 5      | 9      |
| 39    | Mexiko (MEX)                  | 1    | 3      | 4      | 8      |
| 40    | Georgien (GEO)                | 1    | 2      | 3      | 6      |
| 41    | Irland (IRL)                  | 1    | 1      | 4      | 6      |
| 42    | Argentinien (ARG)             | 1    | 1      | 2      | 4      |
| 0     | Serbien (SRB)                 | 1    | 1      | 2      | 4      |
| 0     | Slowenien (SLO)               | 1    | 1      | 2      | 4      |
| 0     | Trinidad und Tobago (TTO)     | 1    | 1      | 2      | 4      |
| 46    | Türkei (TUR)                  | 1    | 1      | 1      | 3      |
| 47    | Dominikanische Republik (DOM) | 1    | 1      | —      | 2      |
| 48    | Lettland (LAT)                | 1    | —      | 1      | 2      |
| 0     | Chinesisch Taipeh (TPE)       | 1    | —      | 1      | 2      |
| 50    | Algerien (ALG)                | 1    | —      | —      | 1      |
| 0     | Bahamas (BAH)                 | 1    | —      | —      | 1      |
| 0     | Bahrain (BRN)                 | 1    | —      | —      | 1      |
| 0     | Grenada (GRN)                 | 1    | —      | —      | 1      |
| 0     | Uganda (UGA)                  | 1    | —      | —      | 1      |
| 0     | Venezuela (VEN)               | 1    | —      | —      | 1      |
| 56    | Ägypten (EGY)                 | —    | 3      | 1      | 4      |
| 57    | Indien (IND)                  | —    | 2      | 4      | 6      |
| 58    | Mongolei (MGL)                | —    | 2      | 3      | 5      |
| 59    | Thailand (THA)                | —    | 2      | 2      | 4      |
| 60    | Bulgarien (BUL)               | —    | 2      | 1      | 3      |
| 0     | Finnland (FIN)                | —    | 2      | 1      | 3      |
| 0     | Indonesien (INA)              | —    | 2      | 1      | 3      |
| 63    | Slowakei (SVK)                | —    | 1      | 3      | 4      |
| 64    | Belgien (BEL)                 | —    | 1      | 2      | 3      |
| 65    | Armenien (ARM)                | —    | 1      | 1      | 2      |
| 0     | Estland (EST)                 | —    | 1      | 1      | 2      |
| 0     | Malaysia (MAS)                | —    | 1      | 1      | 2      |
| 0     | Katar (QAT)                   | —    | 1      | 1      | 2      |
| 0     | Puerto Rico (PUR)             | —    | 1      | 1      | 2      |
| 70    | Botswana (BOT)                | —    | 1      | —      | 1      |
| 0     | Gabun (GAB)                   | —    | 1      | —      | 1      |
| 0     | Guatemala (GUA)               | —    | 1      | —      | 1      |
| 0     | Montenegro (MNE)              | —    | 1      | —      | 1      |
| 0     | Portugal (POR)                | —    | 1      | —      | 1      |
| 0     | Zypern (CYP)                  | —    | 1      | —      | 1      |
| 76    | Usbekistan                    | —    | —      | 3      | 3      |
| 77    | Griechenland (GRE)            | —    | —      | 2      | 2      |
| 0     | Singapur (SIN)                | —    | —      | 2      | 2      |
| 79    | Afghanistan (AFG)             | —    | —      | 1      | 1      |
| 0     | Hongkong (HKG)                | —    | —      | 1      | 1      |
| 0     | Kamerun (CMR)                 | —    | —      | 1      | 1      |
| 0     | Kuwait (KUW)                  | —    | —      | 1      | 1      |
| 0     | Marokko (MAR)                 | —    | —      | 1      | 1      |
| 0     | Saudi-Arabien (KSA)           | —    | —      | 1      | 1      |
| 0     | Tadschikistan (TJK)           | —    | —      | 1      | 1      |
| 0     | Vietnam (VIE)                 | —    | —      | 1      | 1      |
|       | Gesamt                        | 303  | 302    | 354    | 959    |